# Juszewicze
Juszewicze (biał. Юшавічы) – agromiasteczko na Białorusi położone w rejonie nieświeskim, w obwodzie mińskim. 

## Historia
W dwudziestoleciu międzywojennym leżały w Polsce, w województwie nowogródzkim, w powiecie nieświeskim, do 1 października 1927 w gminie Lisuny, następnie w gminie Howiezna. W 1921 miejscowość liczyła 671 mieszkańców, zamieszkałych w 128 budynkach, w tym 361 Białorusinów, 299 Polaków i 11 Żydów. 620 mieszkańców było wyznania prawosławnego, 36 rzymskokatolickiego i 15 mojżeszowego.
Wieś położona była wówczas w pobliżu granicy ze Związkiem Sowieckim. Od 1925 do 1939 mieściła się tu strażnica KOP „Juszewicze”.
Po II wojnie światowej w granicach Związku Sowieckiego. Od 1991 w niepodległej Białorusi.